# Lipton
Липтон (англ. Lipton) — торговая марка чая, зарегистрированная Томасом Липтоном в Великобритании в 1890 году. В настоящее время принадлежит компании Unilever.
Также до 1980-х в Великобритании существовала сеть супермаркетов Lipton, созданная в 1871 году тем же Томасом Липтоном.

## История бренда

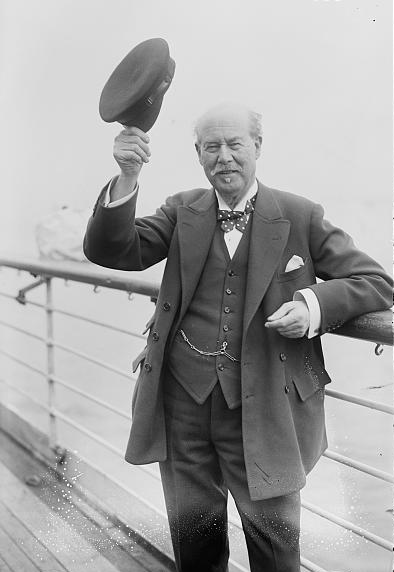
Сэр Томас Липтон

### Предыстория. Томас Липтон
Томас Липтон сейчас известен в мире прежде всего как создатель чайного бренда Lipton. К моменту начала чайного бизнеса Томас Липтон уже около 20 лет был преуспевающим бизнесменом, сделавшим состояние на бакалейной торговле. Сам он отмечал в автобиографии, что если бы не этот опыт, он вряд ли смог бы оценить потенциал чая как товара и своевременно сделать на него ставку.
Томас Липтон родился 10 мая 1848 года в Глазго. Его родители были ирландскими иммигрантами, отец перепробовал несколько занятий и в 1860-х годах держал бакалейную лавку. В тринадцатилетнем возрасте Томас начал работать, в 1864 году выехал в США, где провёл последующие пять лет, сменив несколько профессий, в том числе занимаясь продовольственной торговлей в Нью-Йорке. Работая в США, Липтон убедился в важности хорошо поставленной рекламы и эффективности неожиданных маркетинговых ходов в деле увеличения продаж. В 1870 году Томас вернулся в Великобританию, где сначала помогал родителям в их магазине, но уже в следующем году открыл первый собственный бакалейный магазин.

### Торговая сеть Lipton
Предприятие Липтона оказалось успешным, и вскоре он начал активно расширять свой бизнес, открывая новые бакалейные магазины под названием Lipton. Сначала сеть этих магазинов утвердилась в Глазго, затем по всей Шотландии, а через несколько лет бакалейные магазины Липтона были уже по всей Великобритании. К 1880 году бакалейная империя Липтона насчитывала более 200 магазинов, к 1888 — более 300, также Липтон владел складами и фабрикой по упаковке продуктов. Он инвестировал средства в животноводство в штатах Омаха и Небраска, но продал свои тамошние активы американским компаниям в 1887 году, поскольку решил переключить своё внимание на чайный бизнес. В то же время, сеть магазинов Lipton продолжала существовать и внесла свой вклад в распространение чая Lipton. В 1929 году она была продана одной из компаний, входивших в торговую сеть «Home and Colonial Stores», имевшую более 3000 магазинов. После перепродажи в 1961 году бренд был использован как наименование сети супермаркетов для небольших городов. В 1981 году этот бизнес был поглощён компанией Agrile Foods, которая произвела ребрендинг — магазины стали работать под маркой Presto.

### Чай Lipton
Интерес к чайной торговле Томас Липтон проявлял с начала 1880-х годов, когда начался уверенный рост потребления чая (с конца 1870-х до середины 1880 годов объём продаж вырос вдвое). Однако, по мнению Липтона, продаваемый в Великобритании чай был всё же слишком дорог для продукта массового спроса, и он начал искать пути снижения цены чая. Первая партия чая для магазинов Липтона поступила в Глазго в 1889 году. Чай этот сразу стал продуктом ажиотажного спроса, в первую очередь — из-за цены, которая была почти вдвое ниже, чем у других продавцов (при средней розничной цене 3 шиллинга за фунт чая Липтон продавал свой чай по 1 шиллингу 7 пенсов).

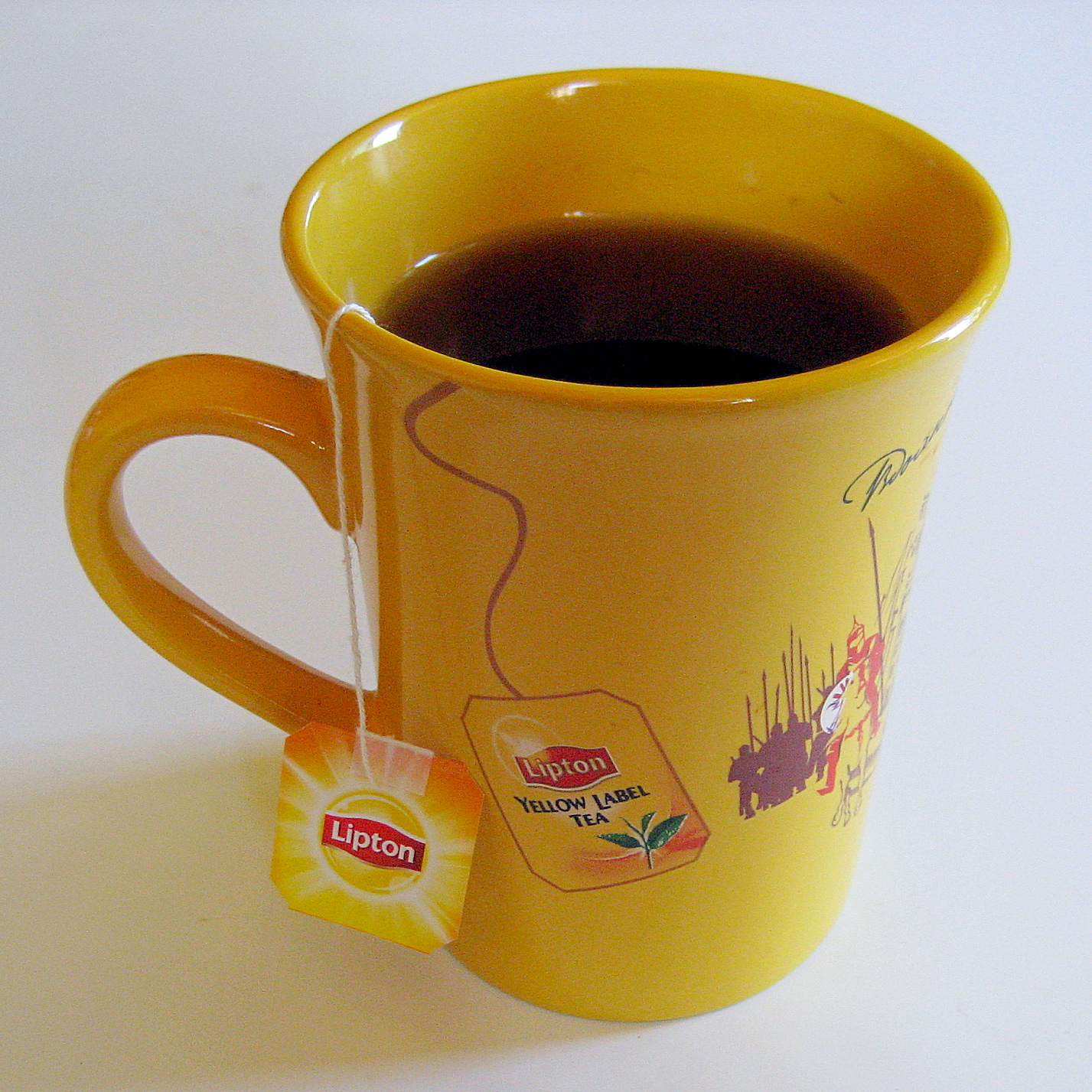
Чай Липтон в фирменной кружке

На следующий год Томас Липтон отправился на Цейлон и купил там землю под собственные чайные плантации. В этом же году бренд «Lipton» был официально зарегистрирован как принадлежащая Томасу Липтону марка чая. В соответствии с принципами маркетинга бренд был соответствующим образом оформлен и подан: чай Lipton продавался только в специальной, уникальной упаковке — картонной коробке почти кубической формы (трёх размеров — фунт, полфунта или четверть фунта), на которой была изображена девушка с корзиной на голове и факсимильная подпись: «Thomas J. Lipton, Tea Planter, Ceylon». Упаковка защищала в том числе и от подделок. В рекламе использовался слоган «Direct from tea gardens to the tea pot» — «С чайного куста — прямо в чашку».
Ещё одним новшеством Томаса Липтона, также широко освещённым в рекламе его чая, был выпуск сортов чая, специально подобранных в соответствии с особенностями питьевой воды того региона, где продавался чай. Рекламный слоган «The perfect tea to suit the water of your own town» («Чай, который отлично подходит для воды в вашем городе») подчёркивал эту особенность чая Lipton.
В 1898 году королева Виктория посвятила Томаса Липтона в рыцари «за вклад в формирование и распространение английского образа жизни». Летом того же года состоялось акционирование чайного бизнеса Липтона. Ажиотаж вокруг этого события был настолько велик, что в Национальный банк Шотландии, где происходила продажа акций, пришлось вызывать полицию для наведения порядка. Первый выпуск акций принёс Томасу Липтону более 2 миллионов фунтов стерлингов. 2 июня 1898 года состоялось первое собрание акционеров.
В 1909 году филиал компании открылся в Нью-Йорке. Тогда же торговая марка приобрела современный вид: сочетание жёлтого, красного и синего цветов. Лучший из трёх продаваемых в то время сортов чая Lipton, Quality1, выпускался в жёлтой пачке с красной эмблемой, на которой белыми буквами было написано «Lipton». Сейчас это оформление сохранилось в чае Lipton Yellow Label. Узнав об изобретении Томаса Салливана — чайном пакетике, Липтон организовал производство пакетированного чая. Этот чай был высоко оценён в годы Первой мировой войны, когда массово поставлялся в армию, его популярность способствовала дальнейшему коммерческому успеху.
В 1920-х годах активно развивающийся чайный бизнес Липтона столкнулся с сильной конкуренцией со стороны вышедших на рынок крупных компаний «Home and Colonial Stores» и «Van der Berghs». Вторая в 1927 году приобрела 25 % акций Lipton, став в результате владельцем контрольного пакета акций. Председателем акционерного общества стал Джон Фергюсон, за Томасом Липтоном осталось место Почётного президента компании, на котором он не имел реальной возможности вмешиваться в управление. Ещё два месяца спустя Томас Липтон продал свои акции одному из подразделений «Home and Colonial Stores» и покинул бизнес. Умер Томас Липтон 2 октября 1931 года, в возрасте 83 лет.
В период с 1938 по 1972 годы чайный бизнес Lipton был по частям, в несколько торговых операций, приобретён концерном Unilever, в чьём распоряжении торговая марка находилась на 2013 год. В 1991 году Unilever создал совместное предприятие с PepsiCo, Pepsi-Lipton Partnership, предназначенное для сбыта готового чая в бутылках и банках в Северную Америку. В 2003 году было основано второе совместное предприятие, Pepsi-Lipton International (PLI), занимающееся тем же в Европе и на других неамериканских рынках. PepsiCo и Unilever имеют по 50 % акций этих предприятий.

## Современное состояние
На 2013 год торговая марка Lipton остаётся в активном употреблении, чай под этим брендом продаётся по всему миру (по утверждению официального сайта Lipton — в 110 странах). Основная часть продукции Lipton располагается в средней части ценового диапазона и характеризуется как средняя по качеству, но доступная по цене. Как и большинство фирменных сортов чая, чаи Lipton представляют собой купажи из множества чаёв различной сортности, собранных на плантациях многих стран, главным образом — Индии, Шри-Ланки, Кении и Китая. Так, наиболее известная марка Lipton Yellow Label включает 20 различных видов чая.
Помимо чёрного листового чая под старой маркой Lipton Yellow Label, производится и продаётся широкий спектр сортов, включающий рассыпные байховые, пакетированные и готовые к употреблению бутилированные чаи, чёрные, зелёные, чёрные ароматизированные, травяные чаи, «чай для похудения». На азиатских рынках также представлен чай Lipton с молоком.

### Бренды
Основными «всемирными» брендами чая Lipton на сегодня являются созданная ещё в 1890 году марка «Lipton Yellow Label» и появившийся на рубеже XX—XXI веков бутилированный готовый чай «Lipton Iced Tea». Остальные линейки продукции ориентированы в большей или меньшей степени на определённые региональные рынки. Так, «Lipton Pyramid Tea» активно рекламируется в Европе и Северной Америке, «Lipton Milk Tea» — в Восточной Азии.

#### Lipton Yellow Label
Lipton Yellow Label — старейшая марка чая Lipton, зарегистрированная в 1890 году, когда Томас Липтон впервые использовал упаковку в виде жёлтой коробки с красным ярлыком «Lipton», которая по сей день в первую очередь ассоциируется с брендом Lipton. Этот бренд зарегистрирован в 150 странах по всему миру. Чай Lipton Yellow Label представляет собой купаж из 20 различных сортов чая.

#### Lipton Iced Tea
Под маркой Lipton Iced Tea, на многих рынках известной как Lipton Ice Tea, продаётся бутилированный готовый холодный чай Lipton. В этой линейке продукции представлен как чёрный, так и зелёный чай с различными типами добавок, упакованный в металлические банки (до 0,5 л) или пластиковые бутылки.

#### Lipton Pyramid Tea
Некоторые сорта чаёв Lipton продаются в пакетиках в виде треугольных пирамидок. Реклама утверждает, что благодаря большему объёму таких пакетиков чай в них лучше заваривается.

#### Lipton Linea
Бренд Lipton Linea был запущен в 2008 году в Западной Европе, рекламируется как «чай с повышенным содержанием катехинов для следящих за своим весом».

### Маркетинг
Для продвижения продукции Lipton нередко используются не вполне стандартные маркетинговые ходы. Так, например, в попытке побороть предубеждение против холодного чая Lipton в Лондоне летом была проведена двухмесячная экспериментальная рекламная кампания под лозунгом «Don’t knock it 'til you’ve tried it!» («Не надо хаять, не попробовав!»). В ходе акции за 58 дней было роздано на пробу около полумиллиона порций холодного чая Lipton Ice Tea.
На некоторых рынках, в том числе Японии, России и Австралии, компания рекламирует чай Lipton с упором на психоактивные свойства, придаваемые ему теином.

## Критика
Unilever все ещё владеет плантациями в Восточной Африке (Кении и Танзании), хотя в производстве чаёв Lipton используется и большое количество сырья, приобретённого у других производителей. В течение последних лет качество продукции Lipton несколько раз подвергалось серьёзной критике.
В одном случае это было связано с меламиновым скандалом 2008 года (когда выяснилось, что ряд китайских поставщиков сухого молока добавлял в него меламин для повышения измеряемых показателей питательности, и это молоко, содержащее меламин в опасных для здоровья концентрациях, использовалось производителями пищевых продуктов). Концерн Unilever произвёл ребрендинг порошкового молочного чая «Lipton milk tea», продаваемого в Гонконге и Макао, после того, как пришлось отозвать из продажи продукцию, произведённую с применением китайского сухого молока, так как внутренние тесты компании выявили в чае повышенное содержание меламина.
В ноябре 2011 года китайская Генеральная администрация по контролю качества, инспекции и карантину выявила повышенные уровни содержания токсинов в одной из разновидностей чая Lipton. Unilever в ответ отозвал из продажи все упомянутые в претензии продукты. В апреле 2012 года неправительственная организация Гринпис подняла вопрос качества продукции Lipton снова, после проверки двух сортов чая Lipton, купленных в супермаркетах Пекина. Было заявлено, что в результате проверки были получены отрицательные результаты в тестах на безопасность. Кроме того, группа заявила: «Некоторые из обнаруженных пестицидов также запрещены для использования в производстве чая Министерством сельского хозяйства Китая». Китайское отделение Unilever отвергло обвинения, заявив, что вся продукция под маркой Lipton внутри страны соответствует стандартам безопасности.
В мае 2007 года Unilever взяла на себя обязательство обеспечения контроля над всеми источниками поставки чая на постоянной основе. Работая совместно с международной экологической неправительственной организацией Rainforest Alliance, компания Unilever объявила, что весь пакетированный чай под маркой Lipton Yellow Label, продаваемый в Западной Европе, будет сертифицирован к 2010 году, а весь пакетированный чай Lipton по всему миру — к 2015 году. Собственные чайные плантации Lipton были в числе первых, прошедших сертификацию. Продукция с печатью Rainforest Alliance появилась на рынках Западной Европы в 2008 году, а в Северной Америке — с 2009 года. 6 мая 2009 года Lipton получил Корпоративный Зелёный глобус за свою работу с Rainforest Alliance.